# 가쪽다발
가쪽다발(lateral cord) 또는 외측신경속(外側神經束)은 위줄기(C5-C6)와 중간줄기(C7)의 앞갈래가 합쳐져 형성되는 팔신경얼기의 일부이다. 가쪽이라는 이름은 겨드랑을 지나칠 때 겨드랑동맥의 가쪽에 위치하기 때문에 붙여졌다. 다른 팔신경얼기의 다발들은 뒤다발과 안쪽다발이다.
가쪽다발에서 갈라져 나오는 신경을 몸쪽에서 먼쪽 순서로 배열하면 다음과 같다.
- 가쪽가슴근신경 (C5-C7)
- 근육피부신경 (C5-C7)
- 정중신경의 가쪽뿌리 (C5-C7) - 정중신경의 안쪽뿌리는 안쪽다발에서 나온다.

## 추가 이미지

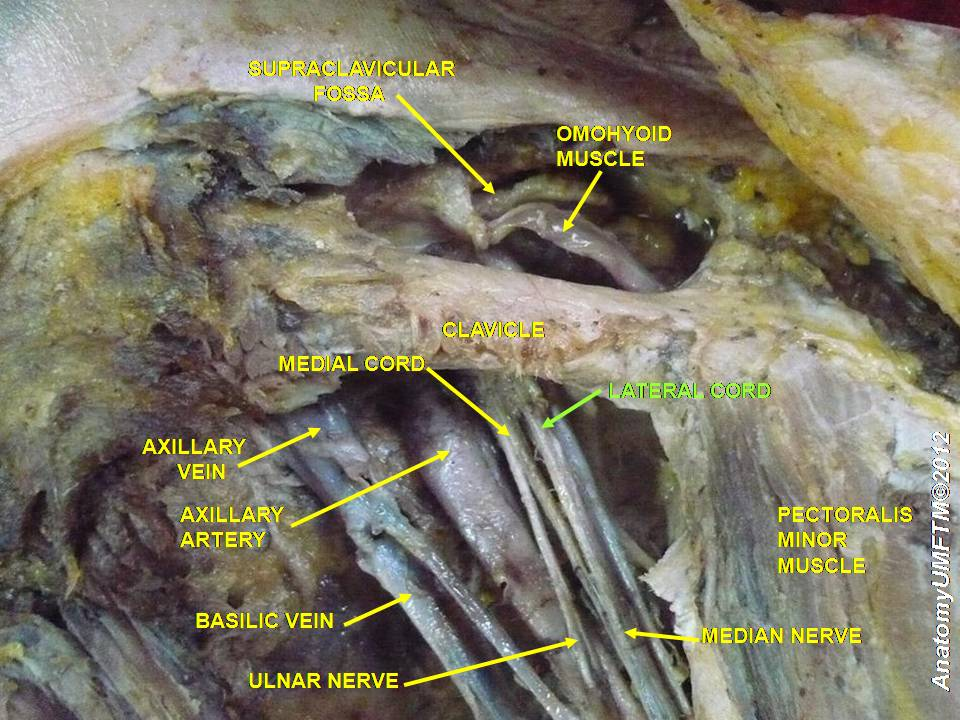
가쪽다발
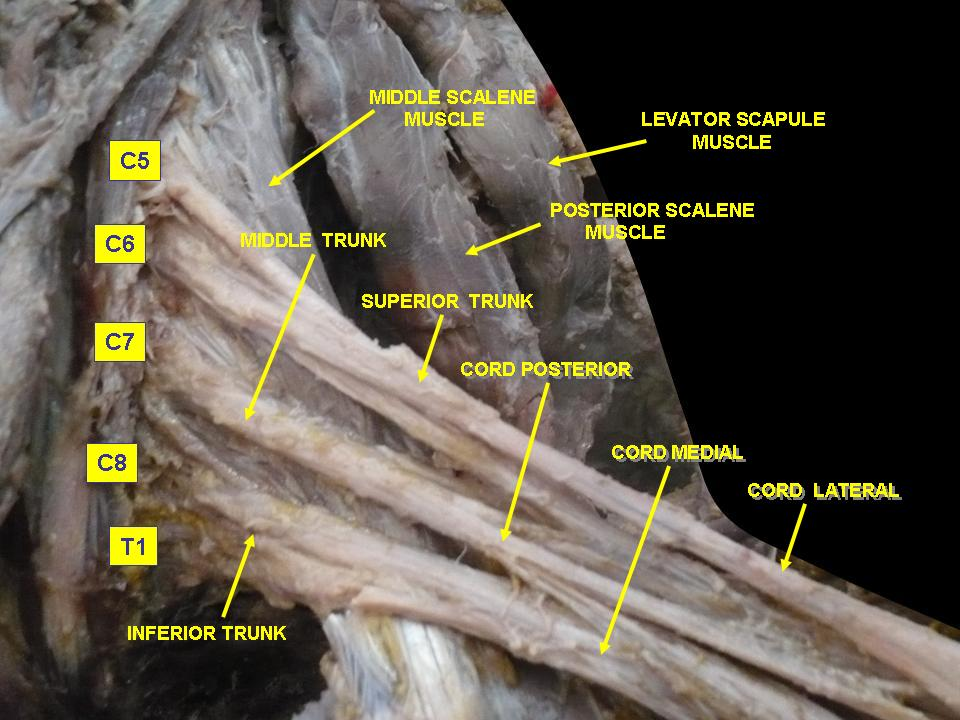
팔신경얼기 깊은 곳 해부